# Jembrana bipartita
Jembrana bipartita is een halfvleugelig insect uit de familie Aphrophoridae. De wetenschappelijke naam van deze soort werd voor het eerst geldig gepubliceerd in 1916 door William Lucas Distant.